# Diego
Diego, marknadsfört som DiEgo, var Dagens industris månadsmagasin. Det var riktat till en yngre läsekrets och gavs först ut 2005. Chefredaktör var först Kristofer Steneberg och senare Anna Svedbom. År 2007 blev DiEgo en bilaga till Dagens Industri. Sista numret gavs ut i december 2008.